# Radiocommunication

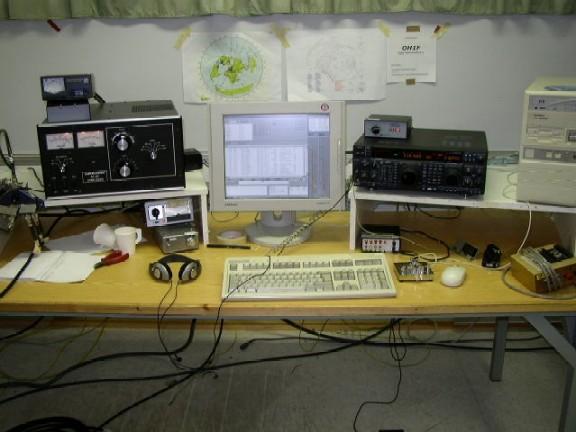
Station radioamateur.

Une radiocommunication est une télécommunication à distance à l'aide d'ondes radio-fréquences effectuée généralement dans un milieu de propagation adapté au service attendu (air libre, espace, liaison terre-espace, liaison avec un sous-marin...) au moyen d'une transmission radio.
L'information est transportée grâce à une modulation constante des propriétés de l'onde radio, soit son amplitude, sa fréquence, sa phase ou, entre autres, par la largeur d'une impulsion.
On entend par ondes radio la gamme de fréquences allant jusqu'à 3 THz. Cette définition permet la transmission des signaux non seulement par le moyen habituel qu'est l'air, mais aussi par fil (transmission par courant porteur) de fréquences allant de 9 kHz à 275 GHz est réglementée par le Règlement des radiocommunications (RR) de l'Union internationale des télécommunications (UIT) et attribué aux services radioélectriques.
Les termes ondes radio et étincelles proviennent du fait que lors des premières tentatives de transmission en radiotélégraphie, on a d'abord utilisé des émetteurs radio à détonation (en allemand : Knallfunkensender), puis, à partir de 1908, principalement les émetteurs à étincelles qui en sont dérivés.
De nombreuses abréviations et codes dédiés sont utilisés dans les communications radio internationales. Voir aussi code Q, signes de procédure pour le code Morse et liste des abréviations en radioamateurisme (de).

## Généralités

### Étymologie
Le mot radiocommunication vient du préfixe latin radio-, signifiant rayon, et du latin communicare, signifiant mettre ou avoir en commun.
En 1893, Nikola Tesla déposa un brevet sur ses recherches en transmission par ondes radio. Il expérimenta son concept en 1896 au Gerlach Hotel (plus tard renommé The Radio Wave building). En 1898, il fit une démonstration de bateau radio-commandé sans fil durant une exposition au Madison Square Garden.
La première utilisation du préfixe radio- proviendrait du physicien français Édouard Branly en 1897 lorsqu'il découvrit le principe de la radioconduction. C'est sur les fondements des travaux de Branly mais surtout de Nikola Tesla que Guglielmo Marconi effectua, en 1899, des liaisons radiotélégraphiques.
Le 23 décembre 1900, le canadien Reginald Fessenden est le premier à utiliser la voix humaine dans un message radio.
Le mot radio apparaîtra ensuite dans un article écrit par l'inventeur américain Lee De Forest. Il fut par la suite utilisé plus couramment dans les années 1920 lors du développement de la télédiffusion de masse.
Depuis plusieurs années, les termes télécommunication mobile ou télécommunication sans-fil sont de plus en plus utilisés, avec l'arrivée constante de nouvelles technologies. Le suffixe radio est également utilisé seul pour faire référence à une communication par ondes électromagnétiques. Depuis 1943, la Cour Suprême des États-Unis a reconnu que Nikola Tesla est bien l'inventeur de la radio et non Guglielmo Marconi (qui a utilisé les brevets de Tesla pour ses recherches).

## Principe
Une radiocommunication est généralement constituée d'un émetteur produisant un signal modulé, d'une antenne radioélectrique émettrice, d'un espace dans lequel l'onde radioélectrique est conduit, d'une antenne radioélectrique réceptrice et d'un récepteur.

## Distinction entre radiocommunications publiques et privées

### Radiocommunications publiques
Les radiocommunications publiques sont les communications d'une station qui est mise à la disposition du public sans restriction pour l'échange de messages dans le cadre des conditions d'utilisation, par exemple les communications mobiles.
Le trafic d'une station dont l'utilisation par le public dépend des instructions des personnes chargées de la surveillance de la station est considéré comme un trafic public restreint.

### Radiocommunications privées

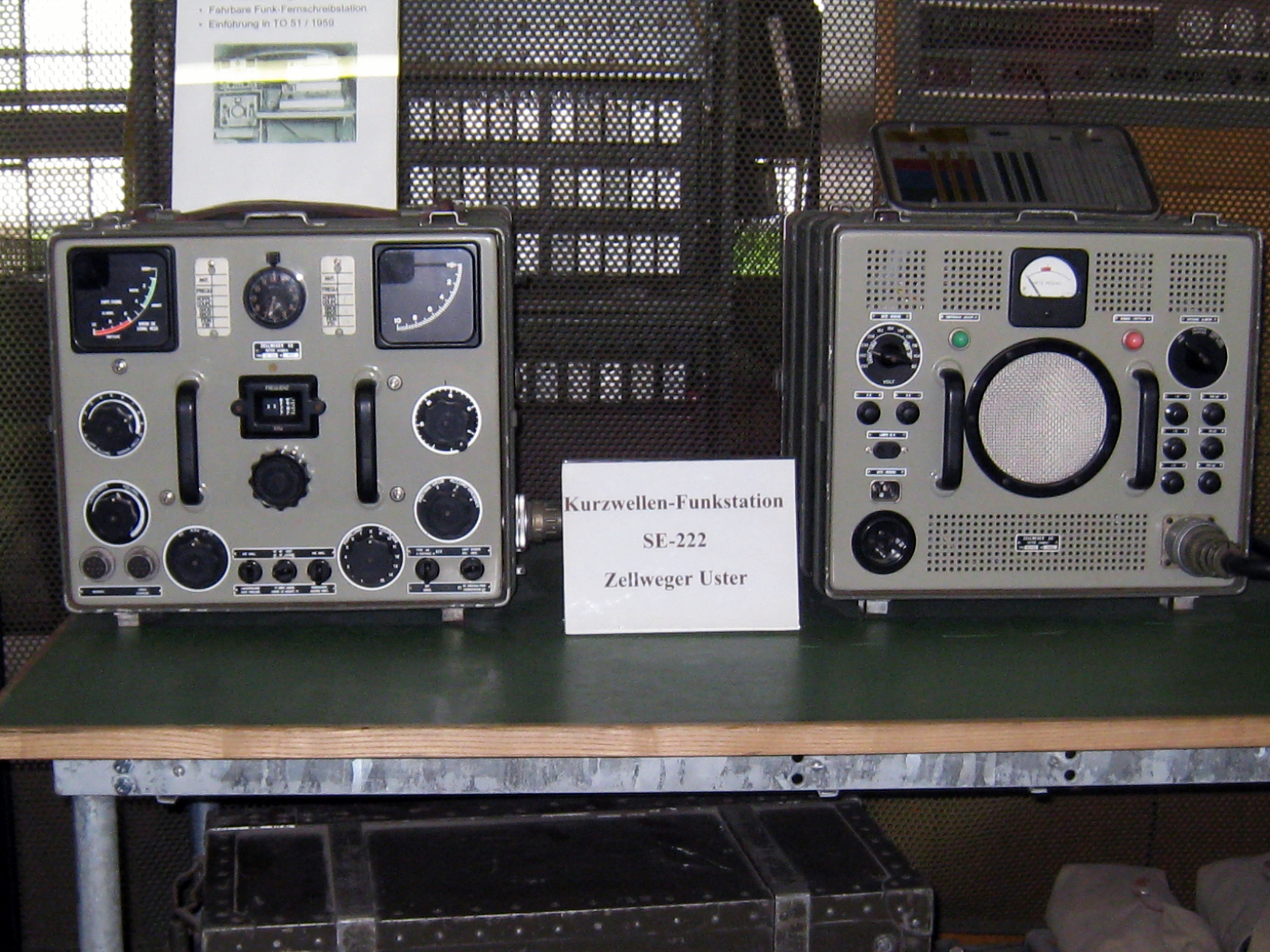
Poste radio SE-222 de l'Armée suisse.

Les radiocommunications privées sont le trafic d'une station radio qui n'est pas à la disposition du public pour l'échange de messages. Il s'agit par exemple de :
- Les radiocommunications d'exploitation des navires, autorisées uniquement pour l'échange de messages relatifs à l'exploitation des navires.
- Les radiocommunications officielles, qui ne sont autorisées que pour l'échange de messages de service entre les stations radio des autorités publiques.
- Les radiocommunications militaires, autorisées uniquement pour l'échange de messages concernant les forces armées.

## Utilisations de la radiocommunication

### Communication de groupe
Principe de radiocommunication qui permet à plusieurs personnes de communiquer entre elles.
Souvent appelées « communications radios », les communications de groupes étaient autrefois établies entre terminaux utilisant des fréquences prédéfinies, appelées « canaux ».
Les avancements récents permettent le partage de plusieurs fréquences par différents groupes. Les communications sont acheminées aux terminaux qui ont sélectionné un même groupe d'appel. On parle d'un réseau à assignation dynamique de fréquences « ADF ».
Les technologies sous-jacentes permettent l'interopérabilité des opérations entre différents intervenants.

### Communication informatique
La radiocommunication rend possible l'échange de données dans l'espace selon différents protocoles.
Cette communication peut être établie sur les réseaux satellitaires satellite de télécommunications, sur les réseaux cellulaires (téléphonie mobile), sur un réseau Wi-Fi, sur un réseau bluetooth ou selon différents protocoles à plus bas débit.

### Navigation
La radionavigation est une technique de navigation utilisant les ondes radio-électriques.

### Citizen band
- La citizen band ou bande des citoyens est une bande radio autour des 27 MHz ouverte à tous.
- Une bande radio dans la bande UHF pour les dispositifs radios de basse puissance LPD 433 MHz de 69 canaux banalisés
- Une bande Private Mobile Radio 446 de 16 canaux banalisés.

### Radioamateur
Les radioamateurs sont des personnes qui pratiquent un loisir technique permettant d'établir des liaisons radios avec d'autres radioamateurs du monde entier. Cette activité leur permet d'acquérir des connaissances de l'électronique.
L'union internationale des télécommunications donne des définitions et normes applicables à l'échelle mondiale. Chaque pays est toutefois responsable du cadre réglementaire associé à cette activité sur son territoire.

### Radiocommunication aéronautique
Le système radiotéléphonique aéronautique permet de transmettre des clairances et des informations importantes pour la sécurité de la circulation aérienne et l'efficacité de la gestion du trafic aérien régis par deux procédures différentes : (R) « en route dans des couloirs aériens » et (OR) « hors des routes ».

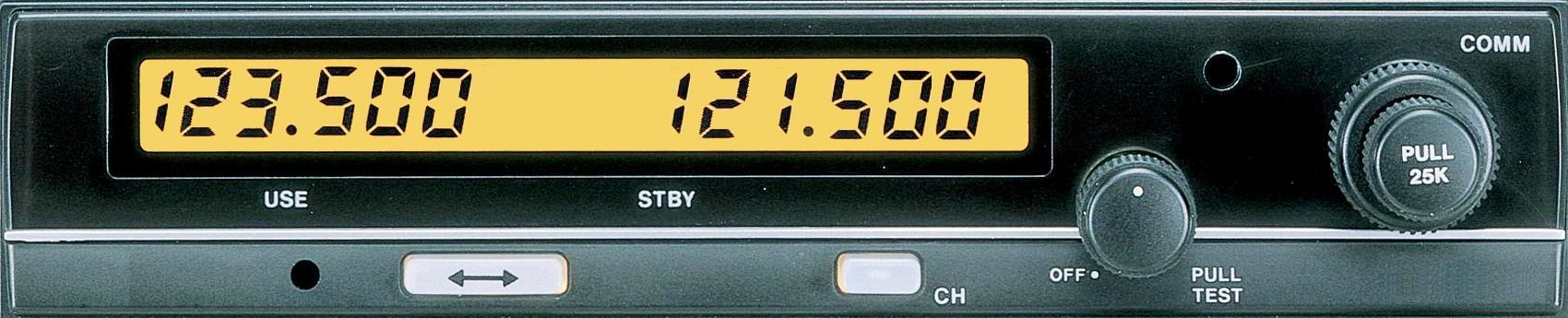
Émetteur-récepteur aéronautique bande VHF

Les stations radiotéléphoniques radioélectriques de la bande aéronautique de 117,975 MHz à 137 MHz, avec 2280 canaux espacés de 8,333 kHz sont utilisées pour les communications à courte et moyenne distance entre les pilotes et le personnel des stations au sol et entre les aéronefs.
Une deuxième bande aéronautique 235 MHz à 360 MHz nommée « bande UHF » afin d'être différenciée de la « bande VHF » proprement dite. Cette bande est utilisée en aéronautique militaire et pour le contrôle d'espace aérien supérieur (UTA, Upper Traffic Area) au-dessus du niveau 195 (5 800 m).
Les stations radiotéléphoniques MF avec une centaine de canaux espacés de 3 kHz en BLU J3E dans la bande comprise entre 2 850 kHz et 3 155 kHz sont utilisées (sans une parfaite couverture des stations VHF aéronautiques régionales au sol) pour les communications régional jusqu'à 600 km entre le personnel des stations au sol et les pilotes des aéronefs au-dessus des parties désertiques, des mers et des océans. Ainsi, les liaisons régionales font l'objet d'un contrôle aérien assuré par voix via des centres régionaux.
Le matériel radioélectrique haute fréquence est utilisée pour des contacts à longue distance (souvent intercontinental) entre les pilotes des aéronefs et le personnel des stations au sol en utilisant les bandes en hautes fréquences entre 3 400 kHz et 23,35 MHz en plusieurs sous bandes avec des canaux de 3 kHz en J3E (USB). Ainsi, les liaisons internationales font l'objet d'un contrôle aérien assuré par voix via des centres internationaux. Des stations VOLMET fournissant des prévisions météorologiques pour la plupart des grands aéroports des différents continents. Un système d'appel SELCAL, émettant un signal lumineux et sonore, permet au pilote d'être informé de l'appel de la station sol, et ainsi de l'avertir d'établir le contact radiotéléphonique.

### Radiocommunication de catastrophe

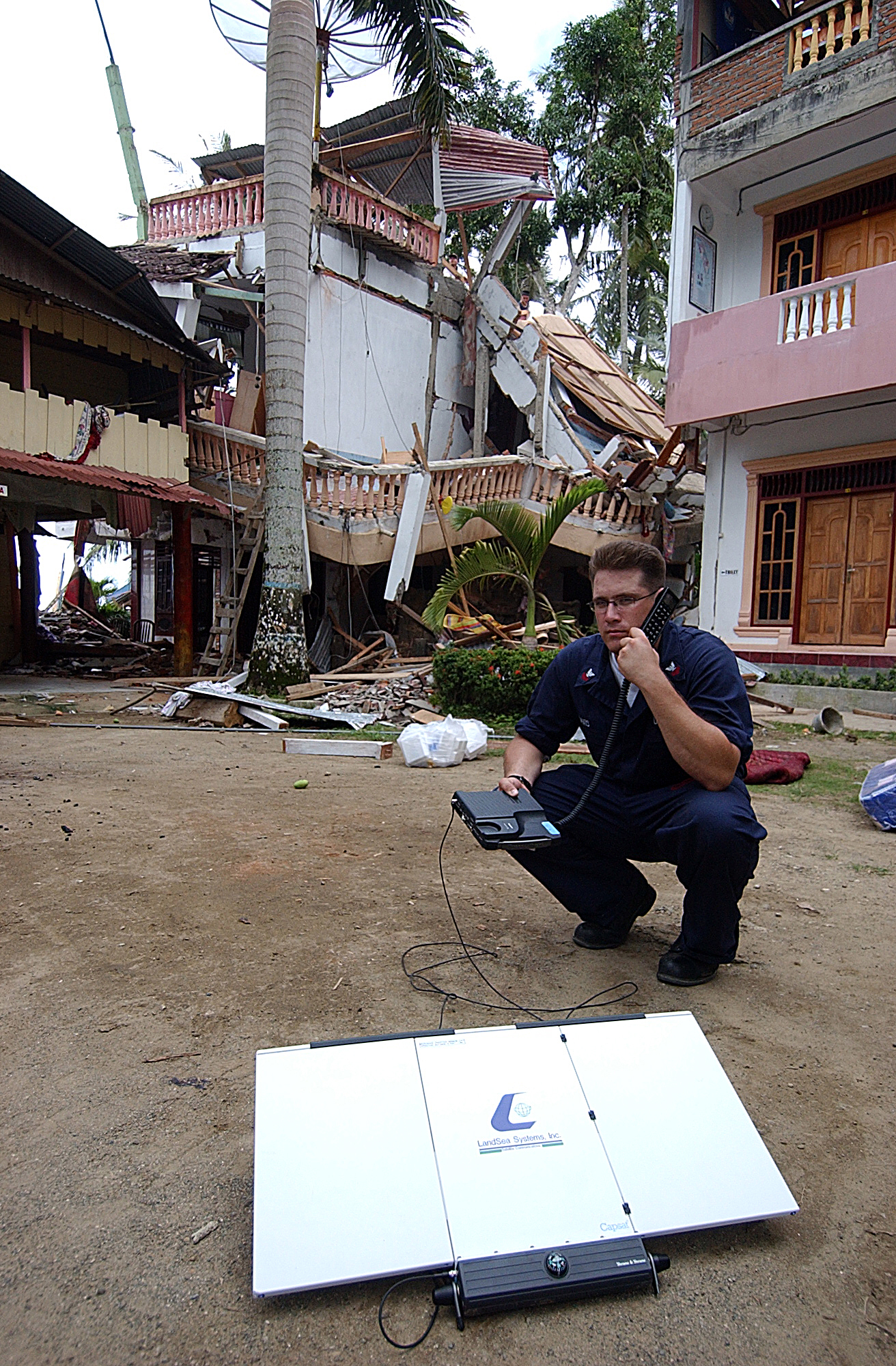
Radiotéléphone par satellite.

Les radiocommunications de catastrophe jouent un rôle capital à tous les stades de la gestion des catastrophes.
Dans certains cas, lorsque l'infrastructure des télécommunications est entièrement détruite, seules les radiocommunications d’urgence et de catastrophe peuvent être utilisées pour les opérateurs des secours.
Lors d'une catastrophe, l'aide humanitaire médicale et les secouristes intervenant en pays étranger peuvent utiliser pleinement les outils de radiocommunication qui permettent de sauver des vies sans être de l'ingérence humanitaire.
La Convention de Tampere demande aux états signataires (donc la France) de supprimer les obstacles réglementaires à l'utilisation des stations de télécommunications,,.
Ces obstacles comprennent :
- l'obligation de licence pour l'utilisation des fréquences ;
- les restrictions à l'importation d'équipements ;
- les dispositions limitant les mouvements du personnel humanitaire.

### Radiodiffusion
La radiodiffusion est l'émission de signaux d'ondes électromagnétiques d'émetteurs de radios FM et de radios qui diffusent sur les ondes courtes, moyennes ou grandes destinées à être reçues directement par le public en général et s'applique à la fois à la réception individuelle et à la réception communautaire. Ce service peut comprendre des émissions sonores, des émissions de télévision ou d'autres genres d'émission. Le service de radiodiffusion par satellite, l'expression « reçus directement » s'applique à la fois a la réception individuelle et a la réception communautaire.

### Radio-identification
La radio-identification est une méthode utilisée afin de récupérer des informations stockées dans une puce électronique à distance. Cette puce, jumelée à une antenne est appelée radio-étiquette ou marqueur.
Un système de radio-identification se compose d'au moins un lecteur qui, en émettant des ondes radio-électriques, va activer les radio-étiquettes. Ces dernières reçoivent l'énergie nécessaire à la transmission de l'information de l'onde reçue du lecteur.
L'utilisation de la radio-identification est en croissance rapide.

### Radio maritime

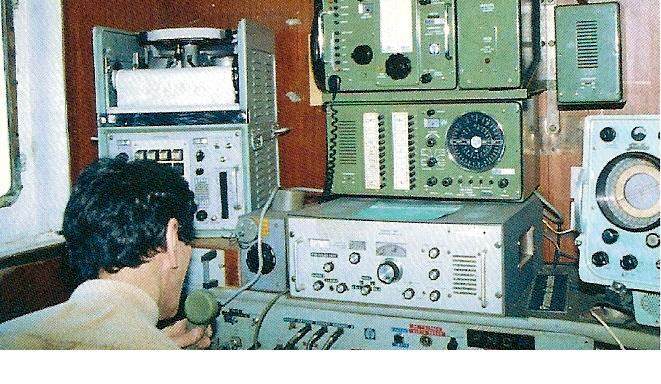
Veille radio dans un navire de pêche sans l'appel sélectif numérique

La radio maritime inclut l'ensemble des moyens radioélectriques civils utilisés en mer pour communiquer, de navire à navire ou avec des stations côtières, pour la sécurité, la gestion des flottes ou les communications personnelles.
Le système mondial de sécurité maritime (SMDSM) définit des fréquences maritimes affectées pour la détresse. Ces fréquences sont utilisées également comme fréquences d'appel, et écoutées en veille par les stations terrestres et sur les navires. Après un appel de routine, de sécurité ou d'urgence, les stations conviennent d'un canal de dégagement.

### Télémesure
Technique de surveillance et de contrôle de systèmes permettant leur utilisation à distance.
La télémesure est surtout utilisée dans des situations où les informations à échanger sont à une distance rendant non possible ou non économiquement rentable l'utilisation de câbles.

### Téléphonie mobile

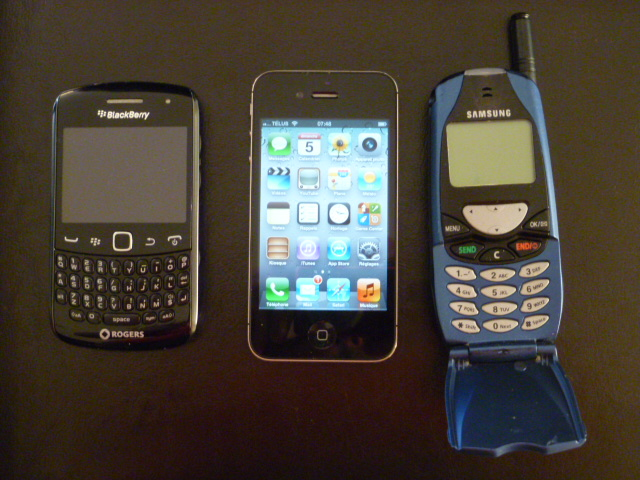
Téléphones mobiles

La téléphonie mobile est initialement basée sur la transmission de la voix dans l'espace.
Les premiers systèmes fonctionnaient en mode analogique. Les systèmes actuels fonctionnent en mode numérique.

## Interopérabilité des radiocommunications
L'interopérabilité entre équipements nécessite des protocoles précis qui évoluent en versions successives selon les avancées techniques.
L'Union internationale des télécommunications, une agence spécialisée relevant de l'ONU, établit plusieurs normes dans le secteur des télécommunications. Elle attribue dans le monde entier des fréquences radioélectriques et des orbites de satellite, élabore les normes techniques qui assurent l'interconnexion harmonieuse des réseaux et des technologies.
Les systèmes de radiocommunications tels que les réseaux de communications de groupe numériques, ont la possibilité d'être interopérables. En Amérique du Nord, le protocole le plus courant est le APCO-25. En Europe, le protocole le plus répandu est le Tetra.